# Porer
Koordinati:   44°45′30″N, 13°53′26″E
Porer je majhen nenaseljen kamnit otoček s svetilnikom, ki leži  jugozahodno od Istrskega polotoka

## Geografija
Porer je najjužnejši otoček v premanturskem akvatoriju, ki leži okoli 2,5 km jugozahodno od rta Kamenjak. Otoček s premerom okoli 80 metrov je skalnat greben, ki štrli iznad morske gladine. Na njem so leta 1846 zgradili 34 m visok svetilnik.
Svetilnik je 31 m visok kamnit stolp, ki je postavljen na pritlični stanovanjski hiši. Iz pomorske karte je razvidno, da svetilnik oddaja svetlobni signal:B Bl(3) 15s. Nazivni domet svetilnika je 25 milj. Svetilnik poleg svetlobnih signalov oddaja še zvočni signal: vsakih 42s se oglasi sirena. Nazivni domet zvočnega signala je 2 milje.
Svetilnik na Porerju ima še dodatno funkcijo. V primeru da svetilnik na čeri Albanel, ki leži okoli 2 km jugovzhodno od Porerja ne deluje, potem na svetilniku  Porer deluje še pomožno svetilo, ki oddaja svetlobni signal: BCZ izo 6s z nazivnim dometom 7 do 11 milj.
Značilnost otočka je privlačno morje, bogato z ribami in oddaljenost od civilizacije. Ob pritlični kamniti zgradbi, ki jo je mogoče najeti za dopust, je betonirano dvorišče. Preskrba je po predhodnem dogovoru z oskrbnikom mogoča z njegovim čolnom.

## Opozorilo
Porer zaradi močnih morskih tokov, ki ob močnejšem vetru dosežejo hitrost do treh vozlov, ni priporočljiv za kopanje, še zlasti otrok.